# Ignaz Kirchner
Pour les articles homonymes, voir Kirchner.
Hanns-Peter Kirchner Wierichs, dit Ignaz Kirchner, né le 13 juillet 1946 à Wuppertal (Allemagne) — ou à Andernach — et mort le 26 septembre 2018, est un acteur allemand.

## Filmographie partielle

### Au cinéma
- 1977 : Les Frères (Die Brüder) : Pfleger
- 1991 : Hanna en mer (Hanna Monster, Liebling)
- 1996 : Männerpension de Detlev Buck : Mohrmann
- 1999 : Sonnenallee de Leander Haußmann : oncle Heinz
- 2005 : NVA : Futterknecht
- 2009 : Dinosaurier : Victor Semlitsch

### À la télévision
- 2005 : Kabale und Liebe (téléfilm)

## Récompenses et distinctions
- Médaille d'argent du mérite du Land de Vienne
- Médaille Kainz